# Dendrobates leucomelas
La rana freccia dalle bande gialle (Dendrobates leucomelas Steindachner, 1864) è un anfibio della famiglia Dendrobatidae.

## Descrizione
D. leucomelas è lunga dai 31 ai 38 mm.

## Distribuzione e habitat
L'areale della specie si estende dal bacino dell'Orinoco in Venezuela,  sino al fiume Essequibo (Guyana) e al bacino dell'Amazzonia (parte settentrionale del Brasile e Colombia).